# Heteroderes grancanariensis
Heteroderes grancanariensis là một loài bọ cánh cứng trong họ Elateridae. Loài này được Palm miêu tả khoa học năm 1976.